# 辛庄子站
辛庄子站是京包铁路（原京张铁路）上的一个小火车站，位于河北省张家口市下花园区境内。